# Малоритська волость
Малоритська волость — історична адміністративно-територіальна одиниця Берестейського повіту Гродненської губернії Російської імперії. Волосний центр — село Малорита.
Станом на 1885 рік складалася з 4 поселень, 5 сільських громад. Населення — 3434 особи (1768 чоловічої статі та 1666 — жіночої), 257 дворових господарств.
|                     | Площа, десятин | У тому числі орної, дес. |
| ------------------- | -------------- | ------------------------ |
| Сільських громад    | 5857           | ?                        |
| Приватної власності | 9791           | 1384                     |
| Казенної власності  | 15006          | 1212                     |
| Іншої власності     | 638            | 158                      |
| Загалом             | 31292          | 6308                     |

Основні поселення волості:
- Малорита — колишнє власницьке село за 42 верст від повітового міста, 749 осіб, 62 двори, православна церква, 3 лавки, постоялий будинок. За ½ версти — залізнична станція Малорита Берестсько-Гродненської залізниці.
- Гвозниці — колишнє власницьке село, 422 особи, 41 двір, православна церква, школа, постоялий будинок.
- Замшани — колишнє власницьке село при річці Мерла, 431 особа, 32 двори, православна церква, постоялий будинок.
- Збураж — колишнє власницьке село, 750 осіб, 74 двори, православна церква, постоялий будинок.
- Ляховці — колишнє власницьке село, 776 осіб, 66 дворів, 2 православні церкви, постоялий будинок.

## У складі Польщі
Після окупації поляками Полісся волость називали ґміна Малорита і включили до Берестейського повіту Поліського воєводства Польської республіки. Центром ґміни було село Малорита.
Розпорядженням Ради Міністрів 19 березня 1928 р. села Осова і Ляховці з ліквідованої ґміни Мокрани Кобринського повіту включені до ґміни Малорита.
15 січня 1940 р. ґміна ліквідована через утворення Малоритського району.